# Canoagem nos Jogos Olímpicos de Verão de 2024 - K-2 500 m feminino
A competição do K-2 500 m feminino da canoagem de velocidade nos Jogos Olímpicos de Verão de 2024 foi realizada no Estádio Náutico de Vaires-sur-Marne, na Ilha de França, em 6 e 9 de agosto de 2024. Um total de 20 canoístas de 16 Comitês Olímpicos Nacionais (CON) participaram do evento.

## Qualificação
Cada CON poderia qualificar até dois barcos no K-2 500 metros feminino. Um total de 20 vagas estavam disponíveis, alocadas através do Campeonato Mundial de Canoagem de Velocidade de 2023, torneios continentais (uma cada para Ásia, África, Europa, Américas e Oceania), além de vagas por realocação, universalidade ou convite.
As vagas de qualificação foram concedidas ao CON, não necessariamente aos canoístas que obtiveram as vagas.

## Formato
A canoagem de velocidade utiliza um formato de quatro fases para eventos com pelo menos 11 barcos, com eliminatórias, quartas de final, semifinais e finais. Os detalhes para cada fase dependem de quantos barcos estejam inscritos para a competição.
O percurso é um trajeto de águas tranquilas com 9 metros de largura. O nome do evento descreve o formato particular da canoagem de velocidade. O formato "K" significa um caiaque (do inglês kayak), na qual a canoísta fica sentada e utiliza dois remos e tem um leme operado pelo pé (em oposição a canoa, em que a canoísta fica ajoelhada e utiliza um único remo para remar e dirigir). O "2" é o número de canoístas em cada barco. Os "500 metros" são a distância da prova.

## Calendário
Horário local (UTC+2)
| Dia         | Horário | Fase             |
| ----------- | ------- | ---------------- |
| 6 de agosto | 12:40   | Eliminatórias    |
| 6 de agosto | 14:10   | Quartas de final |
| 9 de agosto | 10:50   | Semifinais       |
| 9 de agosto | 13:00   | Finais           |

## Medalhistas
| Ouro   | NZL Lisa Carrington e Alicia Hoskin                       |
| Prata  | HUN Tamara Csipes e Alida Dóra Gazsó                      |
| Bronze | GER Paulina Paszek e Jule Hake HUN Noémi Pupp e Sára Fojt |

## Resultados

### Eliminatórias
Os dois primeiros barcos em cada bateria avançam diretamente para as semifinais e os restantes para as quartas de final.
Bateria 1
| Pos. | Raia | Canoístas                                  | CON           | Tempo   | Notas |
| ---- | ---- | ------------------------------------------ | ------------- | ------- | ----- |
| 1    | 7    | Pauline Jagsch Lena Röhlings               | GER Alemanha  | 1:41.45 | SF    |
| 2    | 4    | Yu Shimeng Chen Yule                       | CHN China     | 1:42.70 | SF    |
| 3    | 5    | Emma Jørgensen Frederikke Hauge Matthiesen | DEN Dinamarca | 1:45.02 | QF    |
| 4    | 6    | Manon Hostens Vanina Paoletti              | FRA França    | 1:45.34 | QF    |
| 5    | 3    | Maria Virik Anna Margrete Sletsjoe         | NOR Noruega   | 1:47.17 | QF    |

Bateria 2
| Pos. | Raia | Canoístas                      | CON               | Tempo   | Notas |
| ---- | ---- | ------------------------------ | ----------------- | ------- | ----- |
| 1    | 5    | Lisa Carrington Alicia Hoskin  | NZL Nova Zelândia | 1:41.05 | SF    |
| 2    | 4    | Hermien Peters Lize Broekx     | BEL Bélgica       | 1:41.80 | SF    |
| 3    | 7    | Tamara Csipes Alida Dóra Gazsó | HUN Hungria       | 1:42.68 | QF    |
| 4    | 6    | Ella Beere Alyssa Bull         | AUS Austrália     | 1:46.21 | QF    |
| 5    | 3    | Tiffany Koch Esti Olivier      | RSA África do Sul | 1:52.14 | QF    |

Bateria 3
| Pos. | Raia | Canoístas                       | CON               | Tempo   | Notas |
| ---- | ---- | ------------------------------- | ----------------- | ------- | ----- |
| 1    | 5    | Martyna Klatt Helena Wiśniewska | POL Polônia       | 1:40.95 | SF    |
| 2    | 4    | Linnea Stensils Moa Wikberg     | SWE Suécia        | 1:40.97 | SF    |
| 3    | 3    | Courtney Stott Natalie Davison  | CAN Canadá        | 1:44.35 | QF    |
| 4    | 7    | Aimee Fisher Lucy Matehaere     | NZL Nova Zelândia | 1:46.52 | QF    |
| 5    | 6    | Carolina García Sara Ouzande    | ESP Espanha       | 1:49.01 | QF    |

Bateria 4
| Pos. | Raia | Canoístas                     | CON               | Tempo   | Notas |
| ---- | ---- | ----------------------------- | ----------------- | ------- | ----- |
| 1    | 5    | Paulina Paszek Jule Hake      | GER Alemanha      | 1:39.03 | SF    |
| 2    | 7    | Karolina Naja Anna Puławska   | POL Polônia       | 1:39.18 | SF    |
| 3    | 4    | Noémi Pupp Sára Fojt          | HUN Hungria       | 1:39.44 | QF    |
| 4    | 6    | Selma Konijn Ruth Vorsselman  | NED Países Baixos | 1:43.91 | QF    |
| 5    | 3    | Karina Alanís Beatriz Briones | MEX México        | 1:44.87 | QF    |

### Quartas de final
Os quatro primeiros barcos em cada bateria avançam para as semifinais; os restantes são eliminados.
Quartas de final 1
| Pos. | Raia | Canoístas                                  | CON               | Tempo   | Notas |
| ---- | ---- | ------------------------------------------ | ----------------- | ------- | ----- |
| 1    | 3    | Selma Konijn Ruth Vorsselman               | NED Países Baixos | 1:40.93 | SF    |
| 2    | 6    | Ella Beere Alyssa Bull                     | AUS Austrália     | 1:41.89 | SF    |
| 3    | 2    | Carolina García Sara Ouzande               | ESP Espanha       | 1:42.03 | SF    |
| 4    | 4    | Courtney Stott Natalie Davison             | CAN Canadá        | 1:42.58 | SF    |
| 5    | 5    | Emma Jørgensen Frederikke Hauge Matthiesen | DEN Dinamarca     | 1:42.61 |       |
| 6    | 7    | Maria Virik Anna Margrete Sletsjoe         | NOR Noruega       | 1:43.28 |       |

Quartas de final 2
| Pos. | Raia | Canoístas                      | CON               | Tempo   | Notas |
| ---- | ---- | ------------------------------ | ----------------- | ------- | ----- |
| 1    | 5    | Tamara Csipes Alida Dóra Gazsó | HUN Hungria       | 1:40.57 | SF    |
| 2    | 6    | Manon Hostens Vanina Paoletti  | FRA França        | 1:41.43 | SF    |
| 3    | 2    | Karina Alanís Beatriz Briones  | MEX México        | 1:41.45 | SF    |
| 4    | 4    | Noémi Pupp Sára Fojt           | HUN Hungria       | 1:41.90 | SF    |
| 5    | 3    | Aimee Fisher Lucy Matehaere    | NZL Nova Zelândia | 1:44.45 |       |
| 6    | 7    | Tiffany Koch Esti Olivier      | RSA África do Sul | 1:46.40 |       |

### Semifinais
Os quatro primeiros barcos em cada bateria avançam para a Final A; os restantes avançam para a Final B.
Semifinal 1
| Pos. | Raia | Canoístas                       | CON           | Tempo   | Notas |
| ---- | ---- | ------------------------------- | ------------- | ------- | ----- |
| 1    | 4    | Pauline Jagsch Lena Röhlings    | GER Alemanha  | 1:39.51 | FA    |
| 2    | 3    | Hermien Peters Lize Broekx      | BEL Bélgica   | 1:39.74 | FA    |
| 3    | 2    | Tamara Csipes Alida Dóra Gazsó  | HUN Hungria   | 1:39.76 | FA    |
| 4    | 7    | Ella Beere Alyssa Bull          | AUS Austrália | 1:40.26 | FA    |
| 5    | 1    | Karina Alanís Beatriz Briones   | MEX México    | 1:40.39 | FB    |
| 6    | 5    | Martyna Klatt Helena Wiśniewska | POL Polônia   | 1:40.73 | FB    |
| 7    | 6    | Karolina Naja Anna Puławska     | POL Polônia   | 1:42.14 | FB    |
| 8    | 8    | Courtney Stott Natalie Davison  | CAN Canadá    | 1:42.57 | FB    |

Semifinal 2
| Pos. | Raia | Canoístas                     | CON               | Tempo   | Notas |
| ---- | ---- | ----------------------------- | ----------------- | ------- | ----- |
| 1    | 4    | Lisa Carrington Alicia Hoskin | NZL Nova Zelândia | 1:38.52 | FA    |
| 2    | 5    | Paulina Paszek Jule Hake      | GER Alemanha      | 1:38.84 | FA    |
| 3    | 2    | Selma Konijn Ruth Vorsselman  | NED Países Baixos | 1:39.49 | FA    |
| 4    | 8    | Noémi Pupp Sára Fojt          | HUN Hungria       | 1:39.89 | FA    |
| 5    | 6    | Linnea Stensils Moa Wikberg   | SWE Suécia        | 1:40.06 | FB    |
| 6    | 1    | Carolina García Sara Ouzande  | ESP Espanha       | 1:40.23 | FB    |
| 7    | 7    | Manon Hostens Vanina Paoletti | FRA França        | 1:40.62 | FB    |
| 8    | 3    | Yu Shimeng Chen Yule          | CHN China         | 1:44.45 | FB    |

### Finais
Na Final A são decididas as medalhistas.
Final B
| Pos. | Raia | Canoístas                       | CON         | Tempo   | Notas |
| ---- | ---- | ------------------------------- | ----------- | ------- | ----- |
| 9    | 4    | Linnea Stensils Moa Wikberg     | SWE Suécia  | 1:42.05 |       |
| 10   | 5    | Karina Alanís Beatriz Briones   | MEX México  | 1:43.70 |       |
| 11   | 3    | Martyna Klatt Helena Wiśniewska | POL Polônia | 1:43.82 |       |
| 12   | 7    | Karolina Naja Anna Puławska     | POL Polônia | 1:44.50 |       |
| 13   | 2    | Manon Hostens Vanina Paoletti   | FRA França  | 1:45.18 |       |
| 14   | 8    | Yu Shimeng Chen Yule            | CHN China   | 1:46.26 |       |
| 15   | 1    | Courtney Stott Natalie Davison  | CAN Canadá  | 1:46.96 |       |
|      | 6    | Carolina García Sara Ouzande    | ESP Espanha | DNF     |       |

Final A
| Pos.              | Raia | Canoístas                      | CON               | Tempo   | Notas |
| ----------------- | ---- | ------------------------------ | ----------------- | ------- | ----- |
| Medalha de ouro   | 4    | Lisa Carrington Alicia Hoskin  | NZL Nova Zelândia | 1:37.28 |       |
| Medalha de prata  | 7    | Tamara Csipes Alida Dóra Gazsó | HUN Hungria       | 1:39.39 |       |
| Medalha de bronze | 6    | Paulina Paszek Jule Hake       | GER Alemanha      | 1:39.46 |       |
| Medalha de bronze | 8    | Noémi Pupp Sára Fojt           | HUN Hungria       | 1:39.46 |       |
| 5                 | 3    | Hermien Peters Lize Broekx     | BEL Bélgica       | 1:39.84 |       |
| 6                 | 5    | Pauline Jagsch Lena Röhlings   | GER Alemanha      | 1:40.09 |       |
| 7                 | 1    | Ella Beere Alyssa Bull         | AUS Austrália     | 1:40.94 |       |
| 8                 | 2    | Selma Konijn Ruth Vorsselman   | NED Países Baixos | 1:41.26 |       |